# Frappes russes de 2023 contre les infrastructures d'exportation des produits agricoles ukrainiens
Dans la nuit du 18 au 19 juillet 2023, la Russie a lancé des frappes contre les infrastructures d'exportation des produits agricoles ukrainiennes.

## Contexte
Selon le ministre ukrainien de l'Agriculture, la Russie a frappé la région d'Odessa en visant des infrastructures stratégiques pour l'exportation des produits agricoles ukrainiens. Selon le ministère chargé de la Reconstruction de l'Ukraine, « les terminaux céréaliers et les infrastructures portuaires » des ports d'Odessa et de Tchornomorsk ont été endommagés.

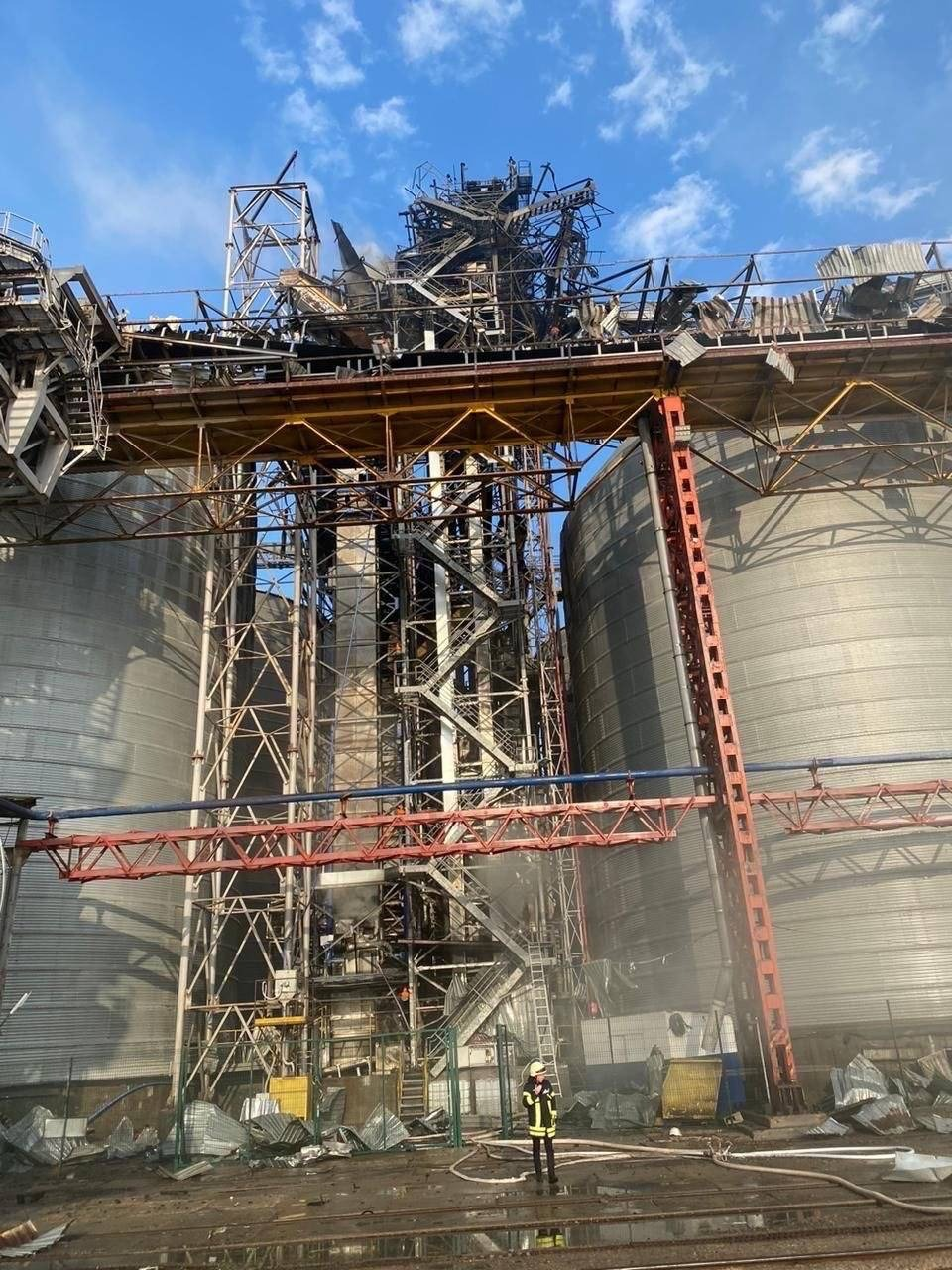
Infrastructures portuaires touchées, image du 19 juillet.

C'est également soixante mille tonnes de céréales entreposées dans des silos qui ont été détruites dans le port de Tchornomorsk, ces céréales auraient dû être exportées par le couloir céréalier mis en place dans le cadre de l'initiative céréalière de la mer Noire dont la Russie s'est retiré le 17 juillet 2023. La Russie avait averti mardi 18 juillet 2023 de nouveaux « risques » en mer Noire après la suspension de l'accord céréalier.
Volodymyr Zelensky a accusé la Russie d'avoir volontairement visé ces infrastructures.
Ces attaques ont blessé douze personnes dans la région selon son gouverneur Oleg Kiper.
Le ministre ukrainien de l'agriculture a déclaré qu'il faudra au moins un an pour réparer les dommages liés à ces frappes.

## Réactions

### Organisation internationale
- Union européenne : Le chef de la diplomatie de l'Union européenne, Josep Borrell, a déclaré sur le réseau social Twitter : « Frapper une cible cruciale pour l'exportation de céréales un jour après la signature des accords d'Istanbul est particulièrement répréhensible et démontre une fois de plus le mépris total de la Russie pour le droit international et les engagements. »[3].
- ONU : Le secrétaire général de l’ONU, António Guterres, a déclaré qu'il « condamnait sans équivoque » l'attaque russe en ajoutant que « la mise en œuvre intégrale [de l’accord] par la Fédération de Russie, l’Ukraine et la Turquie est impérative »[4].

### États
- Ukraine : L'Ukraine accuse la Russie d'avoir « craché au visage » de l'ONU et de la Turquie[3].
- Royaume-Uni : Le Royaume-Uni a qualifié cette attaque d'« absolument épouvantable »[5].
- Turquie : Le ministre de la défense turc, Hulusi Akar a déclaré : « Le fait qu’un tel incident se soit produit juste après l’accord que nous avons conclu hier […] nous préoccupe vraiment »[4].
- États-Unis : Le secrétaire d'État américain Antony Blinken a déclaré que les États-Unis condamnaient fermement l'attaque de missiles russe ayant ciblé dans la journée le port ukrainien d'Odessa, ajoutant considérer Moscou comme responsable de l'escalade de la crise alimentaire mondiale[3].
- France : La France a déclaré dans un communiqué qu'elle « condamne avec la plus grande fermeté la nouvelle série de frappes de missiles et drones russes en Ukraine, ayant notamment visé Odessa. Ces frappes qui ont délibérément ciblé des infrastructures civiles notamment de stockage de céréales constituent des crimes de guerre. Après la remise en cause de l’accord céréalier de la mer Noire, la Russie fait une fois de plus courir un risque irresponsable sur la sécurité alimentaire mondiale. »[6].